# Romano Püntener
Romano Püntener (26 febbraio 2004) è un mountain biker liechtensteinese.

## Biografia
Originario di Schaan, è figlio di Martin e di Petra.
Nel 2022 è stato nominato sportivo dell'anno in Liechtenstein.
È stato portabandiera del Liechtenstein durante la cerimonia di apertura delle Olimpiadi estive del 2024, essendo stato anche l'unico atleta a rappresentare il suo paese.
È arrivato ventottesimo alla gara di cross country maschile.